# Helen Rollason
Helen Frances Rollason, MBE, britanska športna novinarka in televizijska voditeljica, * 11. marec 1956, Anglija, Združeno kraljestvo, † 9. avgust 1999, Brentwood, Essex, Anglija, Združeno kraljestvo. 

## Zgodnje življenje
Rodila se je 11. marca 1956 in bila nato posvojena. Kot velika športna navdušenka je študirala šport in ga kasneje tudi tri leta poučevala.

## Televizijska kariera
Leta 1980 je postala namestnica športnega urednika za Radio Essex. Po krajšem obdobju, v katerem je delovala kot svobodna športna producentka in novinarka, so jo sprejeli pri televizijski hiši BBC, pri kateri je vodila oddajo otroških novic Newsround. Leta 1990 je postala prva ženska voditeljica BBC-jevega športnega programa Grandstand. V času vodenja oddaje je predstavljala Poletne olimpijske igre 1992 in 1996. Športne novice je predstavljala tudi na BBC Breakfast. Leta 1999 je postala petkova voditeljica športnih novic za BBC Six O'Clock News.

## Nagrade
Ob kraljičinem rojstnem dnevu leta 1999 je prejela red britanskega imperija (MBE) v prepoznanje njenega doprinosa k televiziji in dobrodelnosti.
V njeno čast so kasneje poimenovali nagrado Helen Rollason, ki jo podeljujejo vsako leto v sklopu ceremonije BBC-jeva športna osebnost leta. 

## Zasebno življenje
Rollasonova je imela z možem Johnom hčerko Nikki. Z Johnom se je kasneje ločila.

## Bolezen in smrt
Leta 1997 so ji odkrili raka na debelem črevesu in danki, ki se je nato razširil še na ledvice in pljuča. Njen boj z boleznijo je obeležil dokumentarni film iz leta 1998 z naslovom Hope for Helen (Upanje za Helen). Rollasonova se je nato vrgla v dobrodelnost in zbrala 5 milijonov funtov za novo krilo za bolnike z rakom v sklopu Bolnišnice North Middlesex. Umrla je 9. avgusta 1999 v starosti 43 let.
V njen spomin so vzpostavili dobrodelno organizacijo za bolnike z rakom (poimenovano »Helen Rollason Heal Cancer Charity«). Organizacija danes vodi dva centra za bolnike z rakom, enega v Essexu in drugega v Londonu. Vodja organizacije je lord Sebastian Coe.